# Arne Andersen
Arne Andersen (født 7. februar 1944 i København) er en tidligere dansk håndboldspiller som deltog i VM i håndbold 1967 og Sommer-OL 1972.
Han spillede håndbold for klubben Efterslægten, og var topscorer for klubben i Håndboldligaen i 1972. 
I 1967 var han med på Danmarks håndboldlandshold som vandt en sølvmedalje ved VM i håndbold 1967. Han spillede to kampe og scorede to mål.
I 1972 var han med på Danmarks håndboldlandshold som endte på en trettendeplads under Sommer-OL. Han scorede i alle fem kampe og scorede tre mål.